# Stary Folwark (Podlachie)
Pour les articles homonymes, voir Stary Folwark.
Stary Folwark est un village polonais du district administratif de Suwałki, dans le powiat de Suwałki, voïvodie de Podlachie, au nord-est du pays. 
Il est situé à environ 10 km à l'est de Suwałki et à 107 km au nord de la capitale régionale Białystok.